# Список глав государств в 66 году
| 65 ← Список глав государств по годам → 67 |

## Африка
- Мероитское царство — Аманикаташан, царица (ок. 62 — ок. 85)

## Азия
- Адиабена — Монобаз II, царь (ок. 55 — сер. 70-х)
- Анурадхапура:
  - Субхараджа, царь (60 — 66)
  - Васабха, царь (66 — 111)
- Армения Великая — Трдат I, царь (53 — 54, 55 — 58, 62 — 88)
- Армения Малая — Аристобул Халкидский, царь (54/55 — 72)
- Иберия — Митридат I, царь (58— 106)
- Китай (династия Восточная Хань) — Мин-ди (Лю Чжуан), император (57 — 75)
- Коммагена — Антиох IV,  царь (38 — 40, 41 — 72)
- Корея (Период Трех государств):
  - Когурё — Тхэджохо, тхэван (53 — 146)
  - Пэкче — Тару, тхэван (29 — 77)
  - Силла — Тхархэ, исагым (57 — 80)
- Кушанское царство — Куджула Кадфиз, царь (ок. 30 — ок. 80)
- Набатейское царство — Малику II, царь (40—70)
- Осроена — Ману VI, царь (57 — 71)
- Парфия — Вологез I,  шах (51 — 78)
- Сатавахана — Пуриндрасена Сатавахана,  махараджа (62 — 83)
- Харакена — Аттамбел V,  царь (63/64 — 73/74)
- Хунну — Чжан, шаньюй (63 — 85)
- Элимаида — Ород II,  царь (ок. 50 — ок. 70)
- Япония — Суйнин, тэнно (император) (29 до н. э. — 70 н. э.)

## Европа
- Боспорское царство — междуцарствие (занято Римом и включено в состав провинции Мёзия) (63 — 68)
- Дакия — Скорило, вождь (29 — 68)
- Ирландия — Эллим мак Конрах, верховный король (56 — 76)
- Римская империя:
  - Нерон, римский император (54 — 68)
  - Гай Лукций Телезин, консул (66)
  - Гай Светоний Паулин, консул (66)

## Галерея
- Нерон 
 54—68 
 Император Римской империи
- Вологез I 
 51—78 
 Шах Парфии
- Суинин 
 29 до н.э.—70 
 Император Японии
- Трдат I 
 53—54, 55—58, 62—88 
 Царь Великой Армении